# Вунгтау (аэропорт)
Аэропо́рт Вунгта́у (вьет. Sân bay Vũng Tàu, ИАТА: VTG, ИКАО: VVVT) — вьетнамский коммерческий аэропорт, расположенный неподалёку от центрального района города Вунгтау.

## Общие сведения
Аэропорт Вунгтау эксплуатирует взлётно-посадочную полосу длиной 1000 метров и обслуживает небольшие самолёты класса Ан-38 и ATR-72.
В настоящее время не используется как коммерческий аэропорт, но является базой вертолетного парка нефтегазовых компаний, обслуживающего морские вышки по добыче нефти.
Аэропорт находится непосредственно в городе, что мешает и развитию аэропорта, и освоению городских земель. В связи с ожидаемым ростом пассажиропотока (в 2030 году ожидается на уровне 14,7 млн. пассажиров в год, в 2050 году — 28,6 млн.) в континентальной части провинции Бариа-Вунгтау планируется строительство двух новых аэропортов, один из которых — Гоганг — должен взять на себя функции аэропорта Вунгтау.